# Parafia św. Wojciecha w Sadkach
Parafia Świętego Wojciecha w Sadkach – rzymskokatolicka parafia we wsi Sadki. Należy do dekanatu Nakło w diecezji bydgoskiej.
Erygowana w XII lub XIII wieku.
Miejscowości należące do parafii: Mrozowo, Sadki i Samostrzel.